# Mekar Jaya (Wampu)
Mekar Jaya is een bestuurslaag in het regentschap Langkat van de provincie Noord-Sumatra, Indonesië. Mekar Jaya telt 2749 inwoners (volkstelling 2010).